# Yucca queretaroensis
Yucca queretaroensis là một loài thực vật có hoa trong họ Măng tây. Loài này được Piña Luján miêu tả khoa học đầu tiên năm 1989.

## Hình ảnh

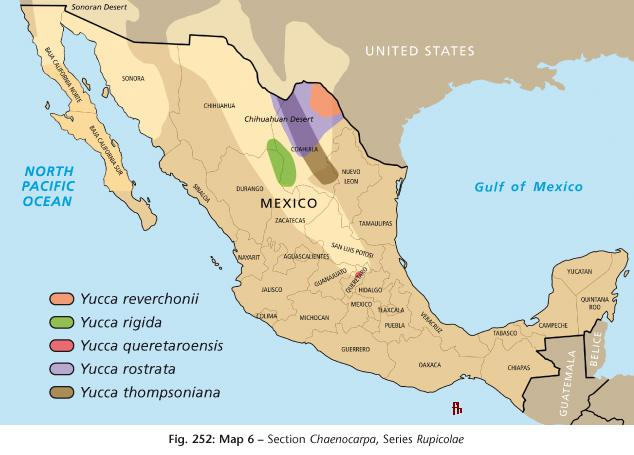
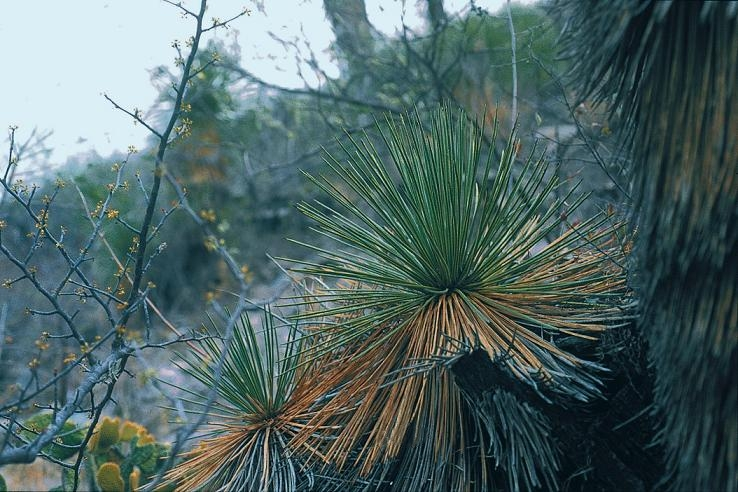
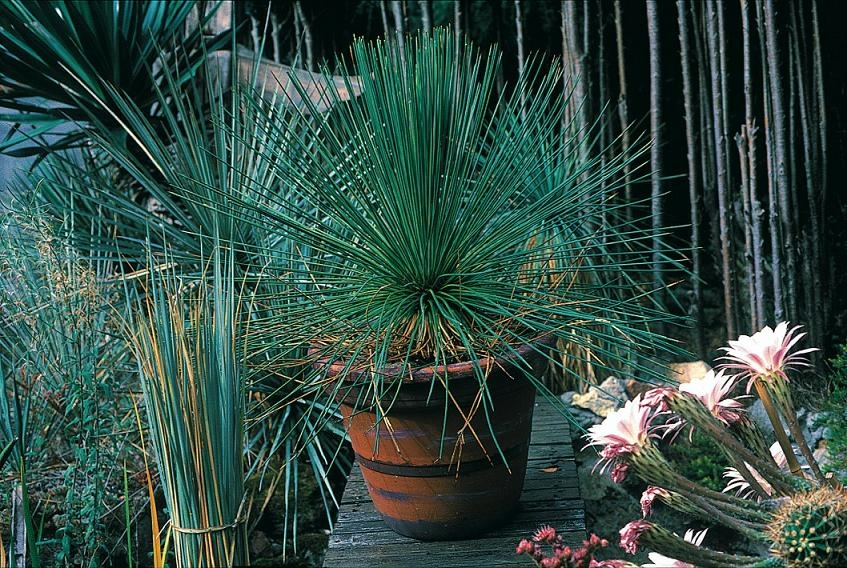
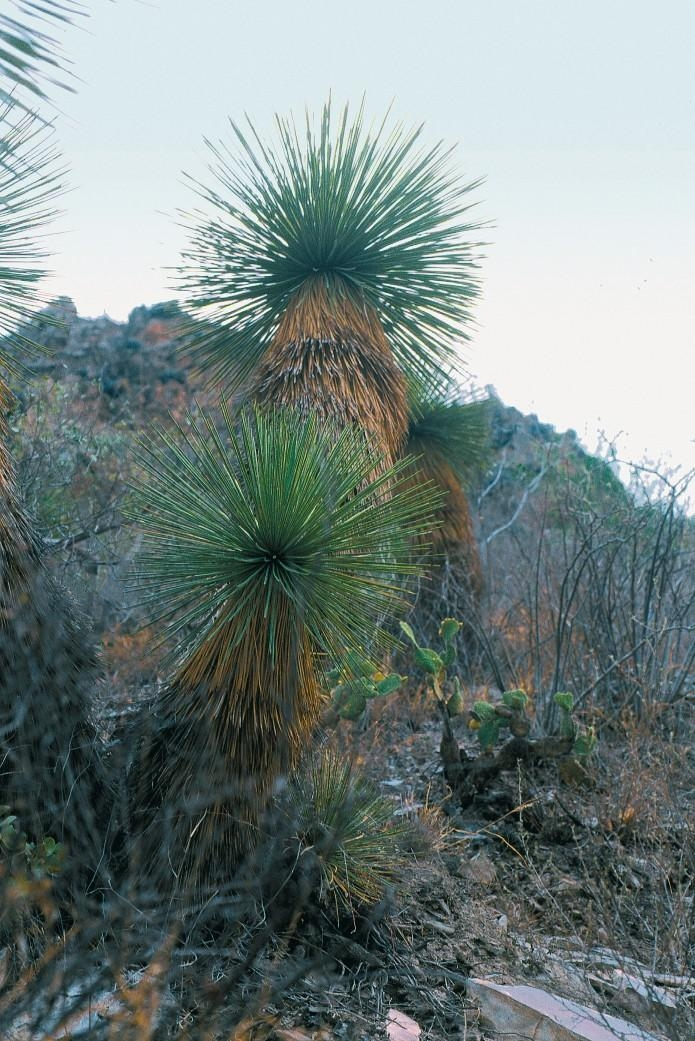